# Hochfranken
| Logo der Region                               | Logo der Region                |
| --------------------------------------------- | ------------------------------ |
| Karte von Hochfranken und Lage in Deutschland |                                |
| Bundesländer:                                 | Bayern                         |
| Fläche:                                       | 1.556,98                       |
| Einwohner:                                    | 215.000                        |
| Bevölkerungsdichte:                           | 138 Einwohner/Quadratkilometer |
| Gliederung:                                   | 1 Kreisfreie Stadt, 2 Kreise   |

Hochfranken – auch als Nordostoberfranken bezeichnet – umfasst die kreisfreie Stadt Hof (Saale), den Landkreis Hof und den Landkreis Wunsiedel im Fichtelgebirge. Hochfranken entstand aus der Planungsregion Oberfranken-Ost im bayerischen Regierungsbezirk Oberfranken. Die Geschäftsstelle der Wirtschaftsregion befindet sich in Hof.
Die nördliche Teilregion (Stadt und Landkreis Hof) bezeichnet man auch als Hofer Land, die südliche im Fichtelgebirge als Sechsämterland.

## Allgemeines

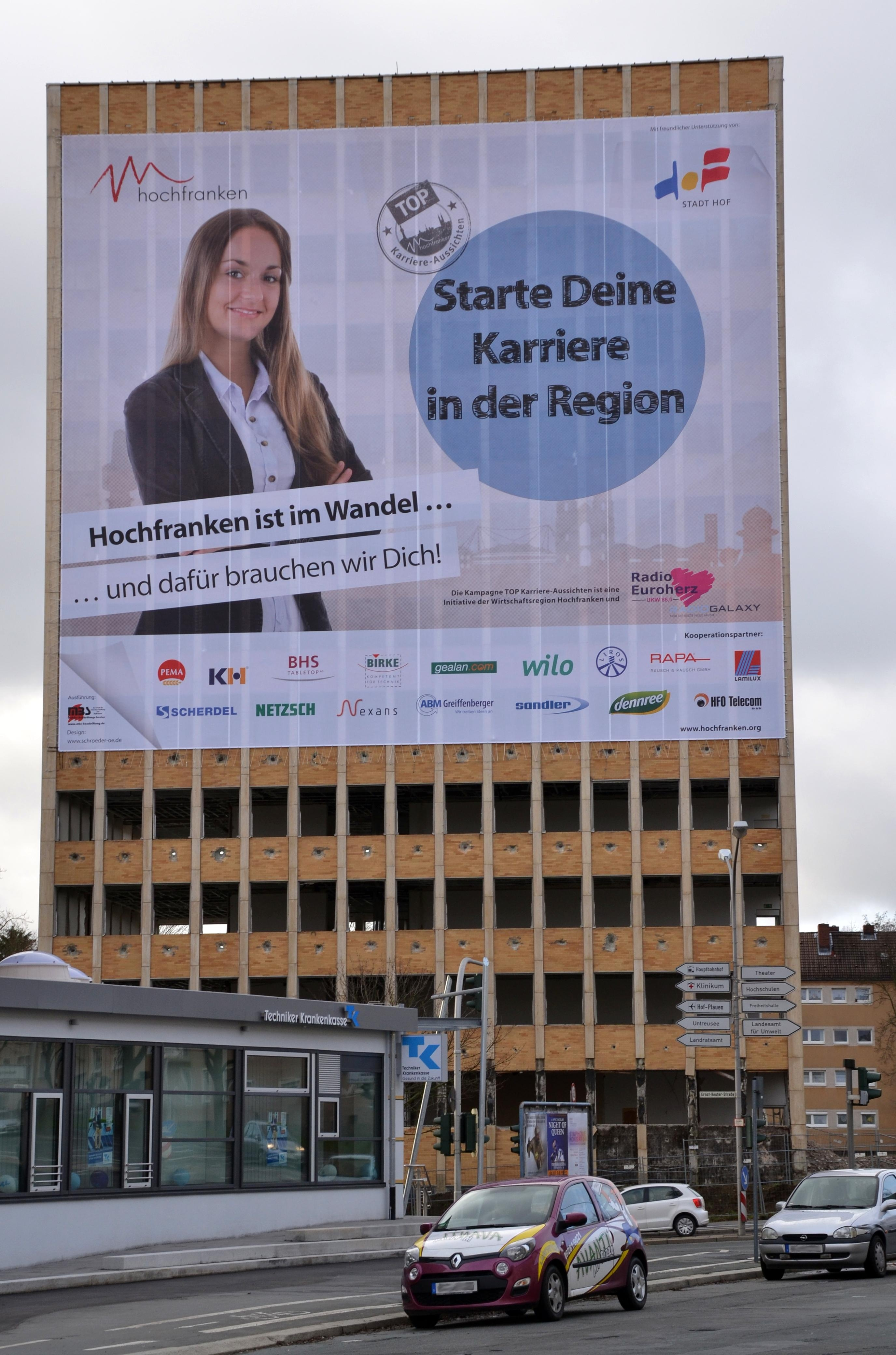
Werbeplakat am Gericht in Hof, inzwischen abgerissen

Der Begriff Hochfranken kennzeichnet keinen Verwaltungsbereich und keine geohistorische Region, sondern ist eine Wortneuschöpfung der jüngsten Zeit zur Unterstützung einer Initiative zum Standortmarketing und Regionalmanagement. Die früher gebräuchliche Bezeichnung Nordostoberfranken soll sukzessive durch Hochfranken ersetzt werden. Ein Beispiel ist die Sparkasse Hochfranken, deren Geschäftsgebiete die Stadt Hof sowie die Landkreise Hof und Wunsiedel im Fichtelgebirge sind.
Ab dem Jahr 2019 haben allerdings Stadt und Landkreis Hof eine eigene Imagekampagne unter dem Namen Hofer Land gegründet. Es wurde vielfach kritisiert, dass daraus eine Konkurrenz zu Hochfranken entstehen könnte.
Diese Initiative, mit dem Ziel, die zentrale Lage der Region in Europa als Brückenkopf zum östlichen Mitteleuropa zu nutzen, soll die großen Strukturprobleme (Abwanderung und Überalterung), verursacht durch die Randlage am Eisernen Vorhang, mindern.

## Geografie und Klima
Nordostoberfranken ist eine geographische Einheit, abgrenzbar im Westen und Südwesten zum restlichen Oberfranken, im Norden zu Thüringen, im Nordosten zu Sachsen, im Südosten zur Oberpfalz und im Osten zum tschechischen Egerland.
Geprägt durch seine Hochlage mit dem Fichtelgebirge, einem bis zu 1051 Meter hohen Mittelgebirge im Nordosten Bayerns und dem Frankenwald, die beide durch die Münchberger Hochfläche sowie die Selb-Wunsiedler Hochfläche im Osten verbunden sind, liegt Hochfranken durchschnittlich deutlich höher als das übrige Oberfranken und der westliche Teil Sachsens. Den tiefsten Punkt Hochfrankens bildet das Tal der Saale beim Übertritt nach Thüringen.
Hochfranken hat ein stark kontinental beeinflusstes Klima mit kalten Wintern und einer kurzen heißen Sommerperiode. Das kontinental beeinflusste Klima ergibt sich durch den nach Westen abriegelnden Frankenwald, der Einfluss auf die sonst übliche Westwinddrift ausübt. Das zentrale Fichtelgebirge hat eine nach Osten geöffnete Hufeisenform mit kontinentalen Wetterlagen im Sommer wie im Winter, begünstigt durch den Böhmwind. Im Winter werden in der Region Hochfranken neben den östlichen Teilen Bayerns und Sachsens oft die tiefsten Temperaturen in Deutschland registriert. Im Volksmund hat der bayerische Teil des vom Böhmwind bestrichenen Gebiets den Beinamen „Bayrisch Sibirien“.

### Ballungsräume und Zentren
In der Region gibt es mehrere Agglomerationen. Der größte ist der Ballungsraum Hof mit den Gemeinden Oberkotzau und Döhlau. In dem Ballungsraum leben rund 55.000 Menschen. Daneben besteht der Ballungsraum Marktredwitz-Wunsiedel-Waldershof im Süden des Fichtelgebirges. Er hat rund 30.000 Einwohner.

## Infrastruktur und Wirtschaft
Hochfranken ist mit dem Auto und mit der Bahn gut zu erreichen.
Berlin und München sind mit der Anbindung an die A 9 jeweils in drei Stunden erreichbar. Weiterhin gibt es den Anschluss an die A 72 mit der Verbindung nach Chemnitz/Dresden sowie den Beginn der A 93 in Richtung Regensburg mit Anschluss nach Prag.
Das Autobahndreieck Hochfranken an der Einmündung der A 93 in die A 72 auf dem Gebiet der Gemeinde Trogen nordöstlich von Hof trägt den Namen der Region.
Hochfranken liegt an zentralen Bahnstrecken der DB. Vom Hauptbahnhof Hof verkehren regelmäßig Züge nach Dresden, Leipzig, Nürnberg, München und Bamberg. Mit der Verbindung nach Leipzig und Dresden ist eine Weiterfahrt nach Berlin und mit der Verbindung nach Bamberg eine Weiterfahrt nach Frankfurt am Main möglich.
Vom Verkehrslandeplatz Hof-Plauen verkehrte bis Anfang 2012 täglich zweimal eine Maschine nach Frankfurt am Main und zurück. Derzeit findet aufgrund der Insolvenz des bisherigen Betreibers Cirrus Airlines kein Linienflugbetrieb mehr statt. Derzeit gibt es vom Flughafen nur noch Charter- und Businessflüge.
Flixbus hat Haltepunkte in Hof und Marktredwitz. Der Halt in Selb wurde 2019 aufgrund geringer Nachfrage und für die Zeitersparnis ersatzlos gestrichen.
Hochfranken weist eine relativ hohe Industriedichte (Keramik, Kunststoff, Textil, Maschinenbau basierend auf mittelalterlichem Bergbau) auf. Zudem gibt es eine historisch bedingte starke Verflechtung zum sächsischen Industrierevier und zum Egerland (Euregio Egrensis).
In den letzten 20 Jahren vollzog sich ein starker Strukturwandel. Neben dem immer stärkeren Verlust der traditionell dominierenden Porzellan- und Textilindustrie bilden heute aus Sicht von Wirtschaftsverbänden Logistik, Dienstleistungs- und innovativere verarbeitende Unternehmen das Rückgrat der hochfränkischen Wirtschaft, so besteht etwa zwischen Hof und Gattendorf der Gewerbepark Hochfranken mit verschiedenen Unternehmen und dem Amazon-Logistikzentrum.

## Größte Städte
| Stadt                      | Wappen | Landkreis                             | Einwohner 1 | Bild                                                |
| -------------------------- | ------ | ------------------------------------- | ----------- | --------------------------------------------------- |
| Hof                        |        | keiner (kreisfreie Stadt)             | 46.963      | Hofer Theresienstein                                |
| Marktredwitz               |        | Landkreis Wunsiedel im Fichtelgebirge | 17.254      | Markt mit Altem Rathaus und St.-Bartholomäus-Kirche |
| Selb                       |        | Landkreis Wunsiedel im Fichtelgebirge | 14.727      | St.-Andreas-Kirche in Selb                          |
| Münchberg                  |        | Landkreis Hof                         | 10.200      | Münchberg vom Rosenbühl aus                         |
| Rehau                      |        | Hof                                   | 9.366       | Marktplatz in Rehau                                 |
| Wunsiedel                  |        | Wunsiedel im Fichtelgebirge           | 9.294       | Wunsiedel mit dem Schneeberg                        |
| Helmbrechts                |        | Hof                                   | 8.372       | Luitpoldstraße in Helmbrechts                       |
| Naila                      |        | Hof                                   | 7.618       | Evangelische Kirche am Marktplatz in Naila          |
| Schwarzenbach an der Saale |        | Hof                                   | 6.878       | Marktplatz mit St.-Gumbertus-Kirche                 |
| Oberkotzau                 |        | Hof                                   | 5.427       | Ortsmitte von Oberkotzau mit evangelischer Kirche   |
| Arzberg                    |        | Wunsiedel im Fichtelgebirge           | 5.094       | Arzberg aus der Luft                                |